# Oxybelus cocacolae
Oxybelus cocacolae (лат.) — вид песочных ос рода Oxybelus из подсемейства Crabroninae (триба Oxybelini). Название происходит от имени напитка кока-кола.

## Распространение
Северо-западная Африка: Марокко и Канарские острова.

## Описание
Длина тела самок 5—7 мм, самцов 4—6 мм. Мандибулы красновато-жёлтые, кончики коричнево-красные. Жгутик усиков желтовато-красноватый, усиковый скапус затемнён. Передний край средней части наличника красноватый и блестящий, несколько угловато выступающий латерально. На слабо изогнутом диске наличника обозначен безволосый и гладкий центральный киль. При виде спереди наименьшее расстояние между глазами составляет около семи пятых ширины глаза. Лицо серебристо-волосатое. Грудь беловато-жёлтая: верхний гребень (collare) и плечевые бугорки в непрерывной полосе, небольшие пятна на тегулах, прекостальных пластинках, задних краях латеральных полей щитика и заднещитика. Мезоскутум и мезоплевры с серебристыми волосками, довольно густо пунктированы; на диске мезоскутума промежутки лишь изредка пунктированы. Ламели заднещитика простые (не раздвоенные) и направлены назад. Щитик и заднещитик имеют слабо выраженный центральный киль. Ноги желтовтао-красные. Тергиты от широко до полностью из беловато-жёлтых полос; анальный сегмент красноватый, иногда с беловато-жёлтым перекрытием. Тергиты блестящие и не густо пунктированы; на диске 2-го тергита промежутки местами пунктированы. Задние края тергитов чётко вдавлены, беловато-прозрачные, с серебристыми волосками. Стерниты сильно блестящие, неравномерно рассеянные, крупнопунктированные.

## Таксономия и этимология
Вид был впервые описан в 1968 году голландскими энтомологом Pieter Marius François Verhoeff (1908—1978; Ден Долдер, Нидерланды) по типовым материалам, собранным в окрестностях Агадира в Марокко. Видовое название дано в честь напитка кока-кола, так как во время экспедиции по дюнам Марокко исследователям «Было жарко, и для утоления жажды использовали кока-колу».